# Lohfelden
Lohfelden es un municipio situado en el distrito de Kassel, en el estado federado de Hesse (Alemania). Su población estimada a finales de 2016 era de 14 072 habitantes.
Se encuentra ubicado al norte del estado, cerca de la orilla del río Weser, y de la frontera con los estados de Baja Sajonia y Renania del Norte-Westfalia.

## Geografía
Lohfelden tiene frontera al noroeste con la ciudad independiente de Kassel, al noreste y al este con el municipio de Söhrewald, y al oeste con el municipio de Fuldabrück (todos pertenecientes al distrito de Kassel).

## Lugares de interés
- Museo de Hessen de Carruajes y Diligencias (Museum Hessisches Kutschen- und Wagenmuseum)
- Iglesia protestante de Crumbach, con una torre redonda del siglo XII.
- Iglesia protestante de Ochshausen, de estilo gótico.
- Iglesia protestante de Vollmarshausen, una muestra temprana del neoclasicismo.
- El tilo de la plaza principal de Vollmarshausen.
- Tumbas de la Edad de Brocne cerca de Vollmarshausen.
- El viejo molinio Obermühle.

## Ciudades hermanadas
- Berg im Drautal, Austria, desde 1988.
- Trutnov, República Checa, desde 2007.
- Alcalá la Real, España.